# Ліндон Дадсуелл
Ліндон Реймонд Да́дсуелл (англ. Lyndon Raymond Dadswell; нар. 18 січня 1908, Сідней — пом. 7 листопада 1986, Сідней) — австралійський скульптор, педагог, громадський діяч.

## Біографія
Народився 18 січня 1908 року в Сіднеї. Навчався в Сіднеї, Мельбурні та Лондоні. У 1940—1941 роках служив військовим художником в Близькому Сході. У 1942 році, після серйозного поранення, повернувся в Австралію. У 1957 році побував в США, Англії і Європі. У 1955—1967 роках викладав в Національної художній школі. Був президентом Товариства скульпторів і партнерів, радником Національної комісії розвитку Канберри.
Помер в Сіднеї 7 листопада 1986 року.

## Роботи

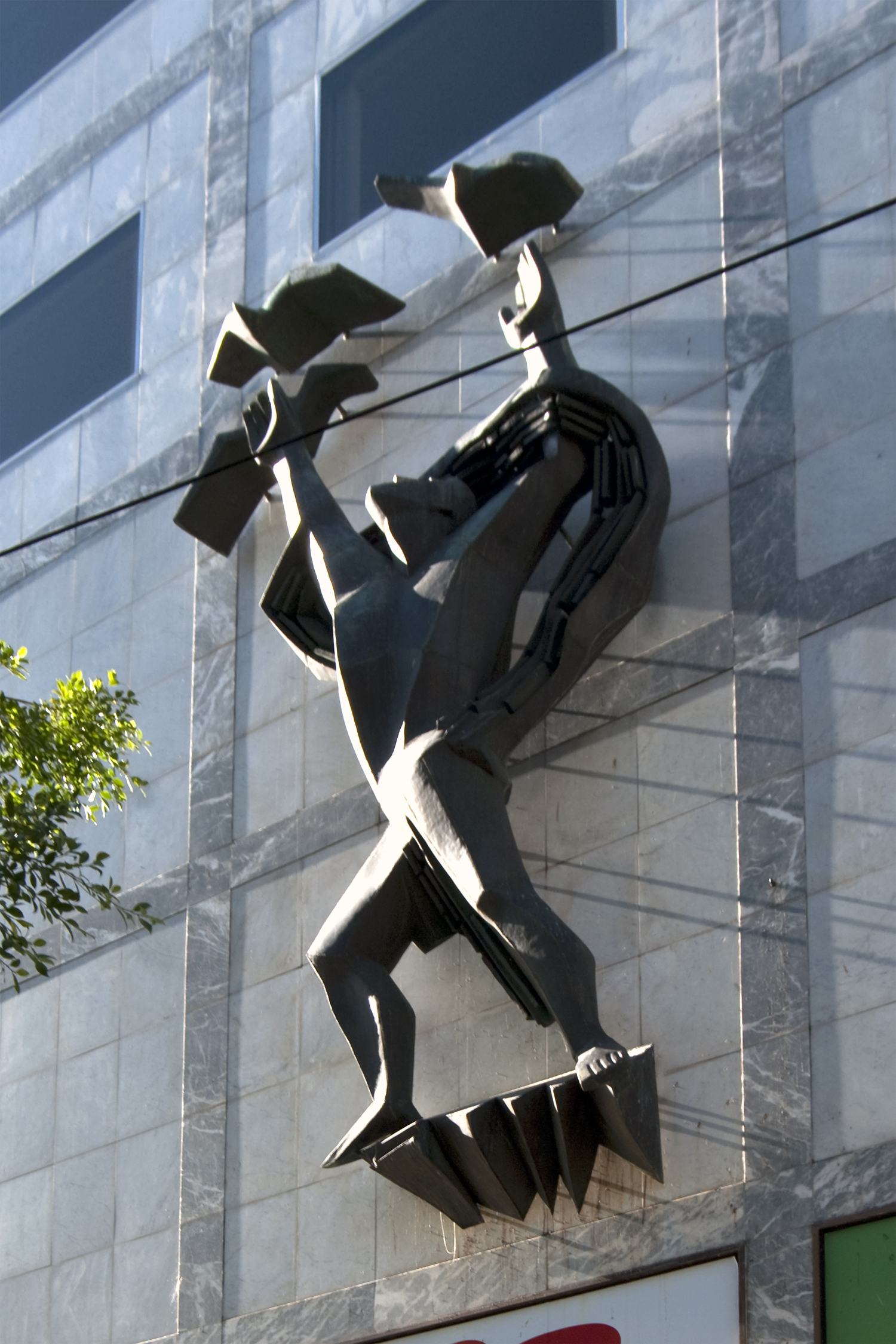
«Прогрес». Торговий центр Rundle Mall, Аделаїда.

На початку 1960-х почав працювати в галузі абстрактної скульптури. Твори:
- портрети («Голова австралійця», «Юнак»);
- статуї («Народження Венери», бронза, Художня галерея Нового Південного Уельсу, Сідней);
- скульптура для:
  - будівлі Морського правління, Сідней (1952);
  - банків Співдружності націй в Хобарті і Сіднеї (1954) і Перче (1960);
  - ньюкасельського Військового меморіального культурного центру (1957);
  - Бібліотеки Р. Мензес, Австралійського національного університету (1964);
  - Єврейського військового меморіалу, Сідней (1965);
  - парку «Кампбелл», Канберра;
- «Дерево життя», 1977 та інше[1].